# Габаритно-весовой контроль транспортных средств
Габаритно-весовой контроль транспортных средств — это осуществляемый уполномоченными организациями контроль за проездом большегрузных и/или крупногабаритных транспортных средств по дорогам общего пользования. Включает в себя проверку соответствия габаритно-весовых параметров таких транспортных средств установленным законодательством параметрам и нормам, наличие разрешения на движение по определённым маршрутам, а также соблюдение оговоренных в разрешении условий и режима движения транспортных средств.

## Виды
Габаритно-весовой контроль (далее по тексту — ГВК) подразделяется на предварительный и точный.
- Предварительный ГВК осуществляется на передвижных пунктах габаритно-весового контроля (ППГВК).
- Точный ГВК осуществляется на стационарных пунктах габаритно-весового контроля.
- АСВГК автоматизированная система весогабаритного контроля.

## Россия
Правила транспортного контроля введены в РФ на основании федерального закона № 127 «О государственном контроле за осуществлением международных автомобильных перевозок и об ответственности за нарушение порядка их выполнения» с 9 июля 2008 года и действуют с поправками от 26 мая 2011 года

## Украина
Надзор осуществляют уполномоченные Укравтодором дорожные организации
Все пункты габаритно-весового контроля находятся на балансе дорожных организаций в структуре Укравтодора.
Места расположения стационарных и передвижных пунктов ГВК устанавливаются Укравтодором по согласованию с подразделениями ГАИ Украины.
Каждый пункт габаритно-весового контроля должен быть оснащён контрольно-измерительными приборами и документацией в соответствии с
Технологическим регламентом осуществления ГВК транспортных средств и других самоходных машин и механизмов на автомобильных дорогах общего пользования на Украине
Останавливать транспортное средство для осуществления ГВК вправе исключительно сотрудники Государственной автомобильной инспекции Украины, а измерение габаритно-весовых параметров на пунктах габаритно-весового контроля проводят работники дорожных служб.
В ряде регионов Украины в 2010 году были выявлены псевдопункты габаритно-весового контроля — мошенники под видом работников пункта ГВК останавливали транспортные средства и незаконно взимали с водителей плату за проезд по автодорогам общего пользования.